# Planchonella chartacea
Planchonella chartacea là một loài thực vật có hoa trong họ Hồng xiêm. Loài này được (F.Muell. ex Benth.) H.J.Lam miêu tả khoa học đầu tiên năm 1925.